# Edward Bernds
Edward Bernds (* 12. Juli 1905 in Chicago, Illinois; † 20. Mai 2000 in Van Nuys, Kalifornien) war ein US-amerikanischer Regisseur, Tontechniker und Drehbuchautor, der vor allem durch zahlreiche B-Movies bekannt wurde.

## Leben
Bernds arbeitete in den 1920er-Jahren als Tontechniker, zunächst für Radiosender in Chicago. Dort lernte er Howard Campbell, kennen, über den er 1928 eine Stelle bei United Artists in Hollywood erhielt. Später wechselte er zu Columbia Pictures, wo er zum Stammpersonal von Frank Capra gehörte.
Seine Karriere als Regisseur und Drehbuchautor begann er erst 1945 für Columbia Pictures mit dem Three-Stooges-Kurzfilm A Bird in the Head. Dieser wurde jedoch erst nach seinem zweiten Film Micro-Phonies veröffentlicht. In den folgenden zwanzig Jahren drehte er fast hundert Filme, neben weiteren Three-Stooges-Filmen auch einige Western und Science-Fiction-Trashfilme.
1957 erhielten Bernds und Elwood Ullman eine Oscar-Nominierung für die beste Originalgeschichte des Films High Society. Dabei handelte es sich jedoch um ein Versehen: Eigentlich hätte John Patrick für Die oberen Zehntausend nominiert werden sollen, es kam aber zu einer Verwechslung mit einem gleichnamigen Film, an dem Ullman und Bernds beteiligt waren. Die Nominierung wurde daraufhin zurückgezogen.
1999 veröffentlichte Bernds eine Autobiografie unter dem Titel Mr. Bernds goes to Hollywood.

## Filmografie (Auswahl)

### Ton
- 1928: Submarine (Toneffekte)
- 1932: Unbescholten (Virtue)
- 1934: Schwarzer Mond (Black Moon)
- 1935: Das schwarze Zimmer (The Black Room)

### Regie

#### Kurzfilme
- 1944: It’s Murder
- 1945: Micro-Phonies
- 1946: A Bird in the Head
- 1946: Mr. Noisy
- 1946: The Three Troubledoers
- 1946: Pardon My Terror
- 1946: Society Mugs
- 1946: Honeymoon Blues
- 1946: Slappily Married
- 1946: Three Little Pirates
- 1946: Andy Plays Hookey
- 1947: Fright Night
- 1947: Bride and Gloom
- 1947: Out West
- 1947: Der brautlose Bräutigam (Brideless Groom)
- 1947: Hectic Honeymoon
- 1947: Wedlock Deadlock
- 1947: Radio Romeo
- 1948: Two Nuts in a Rut
- 1948: Pardon My Clutch
- 1948: Squareheads of the Round Table
- 1948: Eight-Ball Andy
- 1948: Flat Feat
- 1948: The Hot Scots
- 1948: Billie Gets Her Man
- 1948: Mummy’s Dummies
- 1948: Crime on Their Hands
- 1949: Who Done It?
- 1949: Microspook
- 1949: Fuelin’ Around
- 1949: Vagabond Loafers
- 1950: Punchy Cowpunchers
- 1950: His Baiting Beauty
- 1950: Dopey Dicks
- 1950: Studio Stoops
- 1950: A Snitch in Time
- 1951: Three Arabian Nuts
- 1951: Merry Mavericks
- 1951: The Tooth Will Out
- 1952: Listen, Judge
- 1952: Gents in a Jam

#### Langfilme und Serien
- 1948: Blondie’s Secret
- 1949: Blondie’s Big Deal
- 1949: Blondie Hits the Jackpot
- 1949: Feudin’ Rhythm
- 1950: Blondie’s Hero
- 1950: Beware of Blondie
- 1951: Gasoline Alley
- 1951: Gold Raiders
- 1951: Corky of Gasoline Alley
- 1952: Harem Girl
- 1953: White Lightning
- 1953: Loose in London
- 1953: Clipped Wings
- 1953: Hot News
- 1953: Private Eyes
- 1954: Wer lacht – fliegt raus (The Bowery Boys Meet the Monsters)
- 1954: Jungle Gents
- 1955: Bowery to Bagdad
- 1955: Wenn man Millionär wär (The Millionaire, Fernsehserie, Folge 1x07)
- 1955: Spy Chasers
- 1956: Dig That Uranium
- 1956: Planet des Grauens (World Without End)
- 1956: Navy Wife
- 1956: Calling Homicide
- 1957: Der Sturmreiter (The Storm Rider)
- 1957: Mannstoll und gefährlich (Reform School Girl)
- 1957: Colt .45 (Fernsehserie, 4 Folgen)
- 1957: Sugarfoot (Fernsehserie, Folge 1x08)
- 1957: Die Flucht vom roten Felsen (Escape from Red Rock)
- 1958: Die Kanaille von Kansas (Quantrill’s Raiders)
- 1958: Raumrakete X7 (Space Master X-7)
- 1958: High School Hellcats
- 1958: In den Krallen der Venus (Queen of Outer Space)
- 1958: Joy Ride
- 1959: Alaska Passage
- 1959: Die Rückkehr der Fliege (The Return of the Fly)
- 1960: Gefahr unter Wasser (Assignment: Underwater, Fernsehserie, Folge 1x02)
- 1961: Valley of the Dragons
- 1961: Haut den Herkulus (The Three Stooges Meet Hercules)
- 1962: The Three Stooges in Orbit
- 1965–1966: The New 3 Stooges (194 Folgen)

### Drehbuch

#### Kurzfilme
- 1945: Micro-Phonies
- 1946: A Bird in the Head
- 1946: Mr. Noisy
- 1946: Monkey Businessmen
- 1946: Pardon My Terror
- 1946: Slappily Married
- 1947: Hot Heir
- 1947: Bride and Gloom
- 1947: Hectic Honeymoon
- 1947: Radio Romeo
- 1948: Two Nuts in a Rut
- 1948: Squareheads of the Round Table
- 1948: Billie Gets Her Man
- 1949: Who Done It?
- 1949: Microspook
- 1950: Punchy Cowpunchers
- 1951: Merry Mavericks
- 1951: The Tooth Will Out
- 1951: Hula-La-La
- 1952: Gents in a Jam

#### Langfilme und Serien
- 1946: Blondie Knows Best
- 1948: Blondie’s Reward
- 1951: Gasoline Alley
- 1951: Corky of Gasoline Alley
- 1952: Harem Girl
- 1953: Loose in London
- 1953: Private Eyes
- 1954: Paris Playboys
- 1954: Wer lacht – fliegt raus (The Bowery Boys Meet the Monsters)
- 1954: Jungle Gents
- 1955: Bowery to Bagdad
- 1955: Jail Busters
- 1956: Planet des Grauens (World Without End)
- 1956: Calling Homicide
- 1957: Der Sturmreiter (The Storm Rider)
- 1957: Mannstoll und gefährlich (Reform School Girl)
- 1958: Die Flucht vom roten Felsen (Escape from Red Rock)
- 1958: Raumrakete X7 (Space Master X-7)
- 1958: In den Krallen der Venus (Queen of Outer Space)
- 1959: Alaska Passage
- 1959: Die Rückkehr der Fliege (The Return of the Fly)
- 1960–1961: Gefahr unter Wasser (Assignment: Underwater, Fernsehserie, 13 Folgen)
- 1961: Valley of the Dragons
- 1963: Im Sattel ritt der Tod (Gunfight at Comanche Creek)
- 1965: Cowboy-Melodie (Tickle Me)